# Nauhea tapa
Genre
Espèce
Nauhea tapa, unique représentant du genre Nauhea, est une espèce d'araignées aranéomorphes de la famille des Gnaphosidae.

## Distribution
Cette espèce est endémique de Nouvelle-Zélande.

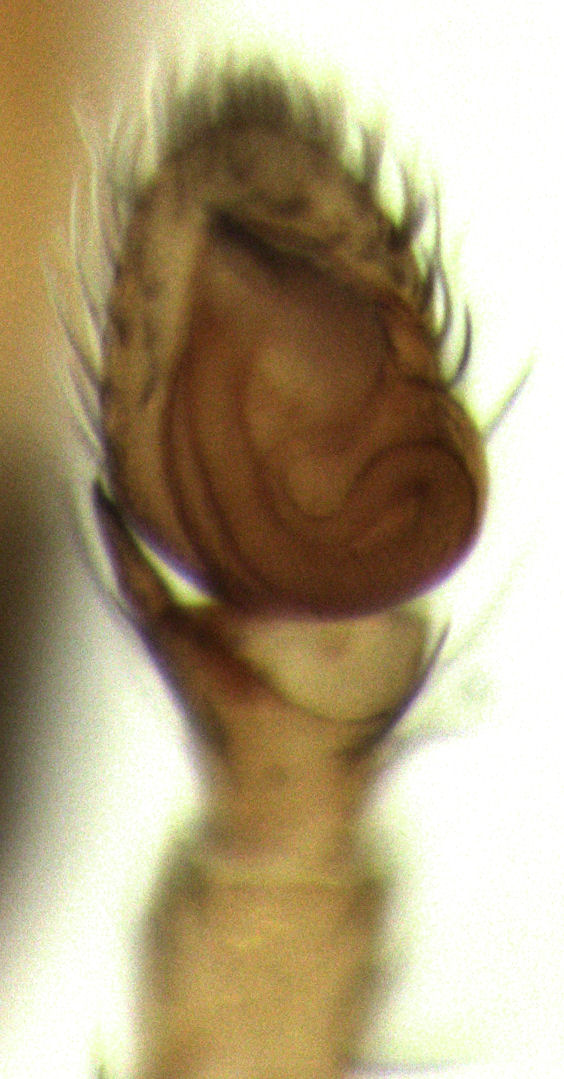
palpe du mâle

## Publication originale
- Forster, 1979 : The spiders of New Zealand. Part V. Cycloctenidae, Gnaphosidae, Clubionidae. Otago Museum Bulletin, vol. 5, p. 1-95.